# Ilmi (Vorname)
Ilmi ist ein weiblicher Vorname.

## Herkunft und Varianten
Der Name ist die finnische Form von Ilma.

## Bekannte Namensträgerinnen
- Ilmi Kolla (1933–1954), estnische Lyrikerin